# Antagningsprövning
Antagningsprövning har inom den svenska försvarsmakten varit den frivilliga mönstring som kvinnor kan begära att få genomföra i syfte att antas till frivillig värnpliktsutbildning. Antagningsprövningen motsvarar männens mönstring.